# Makhno Project
MAKHNO Project — музичний проект створений у 2008 р. кліпмейкером, автором пісень і продюсером Олександром Хімчуком.
Основний музичний напрям — House з різними домішками: латино, балканські мотиви, фанк, регі, соулфулл, нео-диско. Репертуар Makhno Project складається з російськомовних, англомовних та франкомовних пісень: «ODESSA» (Одесса-Мама), «Высота», «Морская», «Fantaisie», «Everlasting love», «Дотянуться до звезд», «De Janeiro» в оригіналі та в реміксах грає безліч іменитих ді-джеїв по всьому світу.

## Початок
З 2008—2010 рр.. проводилися продюсерські та музичні експерименти з різними вокалістами і концертним складом групи.
Відправною точкою музичної кар'єри є пісня «Дотянуться до звезд», яка не тільки прозвучала в клубах, а також отримала гарну ротацію на популярних радіостанціях України та Росії (Люкс Фм, DJfm, Europa Plus , DFM, Свіже радіо, радіо Metro, Мегаполіс, Love Radio та ін.) На трек було створено багато реміксів, в тому числі і відомими європейськими ді-джеями. Такими як: Chris Kaeser, Anthony lee, Ivan Martin, Housemania.

## 2010 р
Пісня «ODESSA» («Одеса- мама») після потрапляння в мережу Інтернет створює великий резонанс у широкого кола аудиторії.
Трек вірусно саморозповсюджується в мережі, звучить в популярних клубах, довгий час займає лідируючі позиції всіляких чартів більшості популярних і найбільш рейтингових радіостанцій України. Виникає унікальна ситуація: трек ODESSA в оригінальній версії звучить в ефірі як суто танцювальних, так і відверто попсових радіостанцій.
У цьому ж році у Makhno Project починається активна гастрольна діяльність у складі: вокаліст (Олександр Химчук) і DJ (DJ Max Creative — основний аранжувальник проекту).
У вересні 2010 р. — Відеокліп Makhno Project — «ODESSA» виходить в ефір музичних каналів України та Росії. Кліп створений на основі різних хронікальних кадрів з приватних архівів, де колоритно показано сучасне багатонаціональне портове місто Одеса, відомий культурно -історичний і туристичний центр України. Презентація кліпу та прес-конференція успішно пройшли в одному з популярних нічних клубів Києва у присутності великої кількості представників мас-медіа.
З кінця 2010 р. і донині команда Вищої Ліги КВН «Пятигорск» використовує трек Makhno Project — «ODESSA» у своїх виступах. Ігри КВН транслюються на центральних російських телеканалах. Ця ж композиція неодноразово звучала в найпопулярнішому українському комедійному шоу «Студія Квартал 95 » на телеканалах «Інтер» і «1+1».

## 2011—2012рр.
У групу приходять інші музиканти, електронний дует перетворюється на оригінальний лайв- бенд, який грає танцювальну музику наживо, і поза конкуренцією займає значну нішу в теле — радіо ефірах і на концертних майданчиках.
У 2011—2012 рр.. виходять кліпи « Морская», "Fantaisi " (фр. мова) і також успішно потрапляють в ефір багатьох телеканалів .
У групи починаються гастролі далеко за межами України.
Пісні Makhno Project стають популярними також і серед світової та російськомовної спільноти. Пісні все частіше замовляють в столах замовлень російськомовних радіостанцій США, Німеччини, Ізраїлю, Іспанії.
У 2012 р. єдина російськомовна музична радіостанція Нью -Йорка з мільйонною аудиторією DaNu Radio 87.7FM, New York, у прямому ефірі називає творчість Makhno Project " найпопулярнішим відлунням Батьківщини на Брайтон Біч ", оскільки треки Makhno Project грають у клубах і в ресторанах.
Композиція «ODESSA» — лідер «столу замовлень» на радіо, а «Вчера (Медляк)» — тривалий час займає вершину російськомовного хіт- параду з квітня 2013 р.

## 2013рр.
У травні група презентує свій дебютний альбом «INTOURIST» і планує гастрольний графік на майбутній рік.